# زينب الكالي
زينب الكالي (بالإنجليزية: Zaynab Alkali)‏ (مواليد 1950 في طورة-واسيلة، ولاية برنو)، روائية وشاعرة وكاتبة قصص قصيرة نيجيرية. وهي أول روائية من شمال نيجيريا.

## حياتها
ولدت زينب في طرة-واسيلة في ولاية بورنو عام 1950. حصلت على درجة البكالوريوس من جامعة باييرو كانو عام 1973. حصلت على شهادة الدكتوراة في الدراسات الأفريقية من نفس الجامعة وأصبحت مديرة مدرسة ساكيرا الداخلية للبنات. ثمّ أصبحت محاضرة في اللغة الإنجليزية في جامعتين في نيجيريا.
ترقّت لتصبح عميدة كلية الفنون في جامعة ولاية ناساراوا في كيفي، حيث درّست الكتابة الإبداعية.
تعتبر زينب الكالي أول امرأة روائية من شمال نيجيريا.

## أعمالها
- ولد ميتاً، لاغوس: لونغمان (دقات الطبول), 1984, ISBN 978-0-582-78600-4[7]
- المرأة الفاضلة، لونغمان نيجريا، 1987، ISBN 978-978-139-589-5
- خيوط العنكبوت وقصص أخرى، Lagos: Malthouse Press, 1997, ISBN 978-978-0230296.
- الأحفاد، تامازا، 2005، ISBN 978-978-2104-73-1
- البادئون، 2007، ISBN 978-978-029-767-1.

## وصلات خارجية
- Africanwriter.com
- Ips.siu.edu
- Sumaila Umaisha, "Zaynab Alkali chats with KASU students", 5 January 2011.
- Jstor.org